# Bahnstrecke Épernay–Reims
| Bahnhof Reims mit Straßenbahngleisen im Vordergrund, 1910er Jahre. |                      |                                                                 |                                                                 |
| Streckennummer (SNCF): | 074 000              |                                                                 |                                                                 |
| Kursbuchstrecke (SNCF): | 19 der Région Est    |                                                                 |                                                                 |
| Streckenlänge: | 30,5 km              |                                                                 |                                                                 |
| Spurweite: | 1435 mm (Normalspur) |                                                                 |                                                                 |
| Stromsystem: | 25 kV 50 Hz ~        |                                                                 |                                                                 |
| Maximale Neigung: | 9 ‰                  |                                                                 |                                                                 |
| Streckengeschwindigkeit: | 40 km/h              |                                                                 |                                                                 |
| Zweigleisigkeit: | teilweise            |                                                                 |                                                                 |
| |                      |                                                                 |                                                                 |
| \| \| \| Bahnstrecke Paris–Strasbourg von Paris-Est \| \| \| \| 141,4 \| Épernay \| 72 m \| \| \| 142,2 \| Bahnstrecke Paris–Strasbourg nach Strasbourg-Ville \| Bahnstrecke Paris–Strasbourg nach Strasbourg-Ville \| \| \| 142,9 \| Marne (90 m) \| Marne (90 m) \| \| \| 144,7 \| Ay \| 76 m \| \| \| 145,2 \| Canal latéral à la Marne (Marne-Seitenkanal 10 m) \| Canal latéral à la Marne (Marne-Seitenkanal 10 m) \| \| \| 148,4 \| Avenay \| 108 m \| \| \| 156,2 \| Germaine \| 178 m \| \| \| 157,0 \| Tunnel de Rilly (3441 m) \| Tunnel de Rilly (3441 m) \| \| \| 160,7 \| Rilly-la-Montagne \| 158 m \| \| \| 163,8 \| Montbré \| 132 m \| \| \| \| LGV Est européenne von Paris-Est \| \| \| \| 113,8 \| Champagne-Ardenne TGV \| Champagne-Ardenne TGV \| \| \| \| LGV Est européenne nach Strasbourg-Ville \| \| \| \| 165,3 \| Trois-Puits \| 118 m \| \| \| 166,1 \| Abzw. Trois-Puits \| Abzw. Trois-Puits \| \| \| 168,5 \| Reims-Maison-Blanche \| 95 m \| \| \| 169,7 \| Reims-Franchet d’Esperey \| 94 m \| \| \| 170,9 \| A 4 \| A 4 \| \| \| 171,1 \| Vesle (10 m) \| Vesle (10 m) \| \| \| 171,2 \| Canal de l’Aisne à la Marne (32 m) \| Canal de l’Aisne à la Marne (32 m) \| \| \| \| Bahnstrecke Soissons–Givet von Soissons \| \| \| \| 171,9 \| Reims \| 83 m \| \| \| 56,6 \| Bahnstrecke Reims–Laon von/nach Laon \| Bahnstrecke Reims–Laon von/nach Laon \| \| \| \| Bahnstrecke Châlons-en-Champagne–Reims von/nach Châlons \| \| \| \| \| Bahnstrecke Soissons–Givet nach Givet über Charleville-Mézières \| \| |                      |                                                                 |                                                                 |
| Strecke |                      | Bahnstrecke Paris–Strasbourg von Paris-Est                      | Bahnstrecke Paris–Strasbourg von Paris-Est                      |
| Bahnhof | 141,4                | Épernay                                                         | 72 m                                                            |
| Abzweig quer, von links und von rechts · Strecke nach rechts | 142,2                | Bahnstrecke Paris–Strasbourg nach Strasbourg-Ville              | Bahnstrecke Paris–Strasbourg nach Strasbourg-Ville              |
| Brücke über Wasserlauf | 142,9                | Marne (90 m)                                                    | Marne (90 m)                                                    |
| Bahnhof | 144,7                | Ay                                                              | 76 m                                                            |
| Brücke über Wasserlauf | 145,2                | Canal latéral à la Marne (Marne-Seitenkanal 10 m)               | Canal latéral à la Marne (Marne-Seitenkanal 10 m)               |
| Bahnhof | 148,4                | Avenay                                                          | 108 m                                                           |
| Bahnhof | 156,2                | Germaine                                                        | 178 m                                                           |
| Tunnel | 157,0                | Tunnel de Rilly (3441 m)                                        | Tunnel de Rilly (3441 m)                                        |
| Bahnhof | 160,7                | Rilly-la-Montagne                                               | 158 m                                                           |
| Haltepunkt / Haltestelle | 163,8                | Montbré                                                         | 132 m                                                           |
| Strecke · Strecke von links |                      | LGV Est européenne von Paris-Est                                | LGV Est européenne von Paris-Est                                |
| Strecke · Bahnhof | 113,8                | Champagne-Ardenne TGV                                           | Champagne-Ardenne TGV                                           |
| Kreuzung geradeaus oben · Abzweig geradeaus, nach rechts und von rechts |                      | LGV Est européenne nach Strasbourg-Ville                        | LGV Est européenne nach Strasbourg-Ville                        |
| Haltepunkt / Haltestelle · Strecke | 165,3                | Trois-Puits                                                     | 118 m                                                           |
| Abzweig geradeaus und von links · Strecke nach rechts | 166,1                | Abzw. Trois-Puits                                               | Abzw. Trois-Puits                                               |
| Haltepunkt / Haltestelle | 168,5                | Reims-Maison-Blanche                                            | 95 m                                                            |
| Haltepunkt / Haltestelle | 169,7                | Reims-Franchet d’Esperey                                        | 94 m                                                            |
| Strecke mit Straßenbrücke | 170,9                | A 4                                                             | A 4                                                             |
| Brücke über Wasserlauf | 171,1                | Vesle (10 m)                                                    | Vesle (10 m)                                                    |
| Brücke über Wasserlauf | 171,2                | Canal de l’Aisne à la Marne (32 m)                              | Canal de l’Aisne à la Marne (32 m)                              |
| Strecke nach links · Abzweig quer, von links und von rechts |                      | Bahnstrecke Soissons–Givet von Soissons                         | Bahnstrecke Soissons–Givet von Soissons                         |
| Bahnhof | 171,9                | Reims                                                           | 83 m                                                            |
| Abzweig geradeaus, nach links und von links | 56,6                 | Bahnstrecke Reims–Laon von/nach Laon                            | Bahnstrecke Reims–Laon von/nach Laon                            |
| Abzweig geradeaus, nach rechts und von rechts |                      | Bahnstrecke Châlons-en-Champagne–Reims von/nach Châlons         | Bahnstrecke Châlons-en-Champagne–Reims von/nach Châlons         |
| Strecke |                      | Bahnstrecke Soissons–Givet nach Givet über Charleville-Mézières | Bahnstrecke Soissons–Givet nach Givet über Charleville-Mézières |

Die Bahnstrecke Épernay–Reims ist eine 30 km lange elektrifizierte Eisenbahnstrecke im Norden Frankreichs. War sie lange Jahre ein wichtiges Teilstück im internationalen Schienenpersonenverkehr, hat sie heute nur noch regionale Bedeutung. Die Strecke verbindet die beiden Arrondissement-Hauptstädte Épernay mit dem nördlich gelegenen Reims.

## Geschichte
Der Bau dieser Strecke ging einher mit der Verwirklichung der Bahnstrecke Paris–Strasbourg, die Épernay Ende August 1849 erreichte und von dieser abzweigte. Die Konzession lag bei beiden Trassen bei den Chemins de fer de l’Est. Auch wenn die Strecke nur 30 km lang ist, war teilweise doch mit immensen Schwierigkeiten zu kämpfen: Am östlichen Ortsausgang von Épernay musste die Marne verlegt und kanalisiert werden und vor Reims zwischen Germaine und Rilly-la-Montagne war ein Berg auf dreieinhalb Kilometer zu untertunneln, dessen Bau elf Menschenleben kostete. Die Baukosten für den Tunnel lagen bei 2,75 Mio. Francs.
Die 1854 eröffnete Strecke war zunächst der kürzeste Weg von Paris nach Reims, doch mit der Eröffnung der Bahnstrecke Trilport–Bazoches 1894 konnten 17 km und entsprechende Reisezeiten eingespart werden. So verlagerte sich der Verkehr auf die neuere Verbindung und die Strecke Épernay–Reims hatte nur noch lokale Funktion. Dies sollte sich aber Ende der 1950er Jahre wieder ändern.

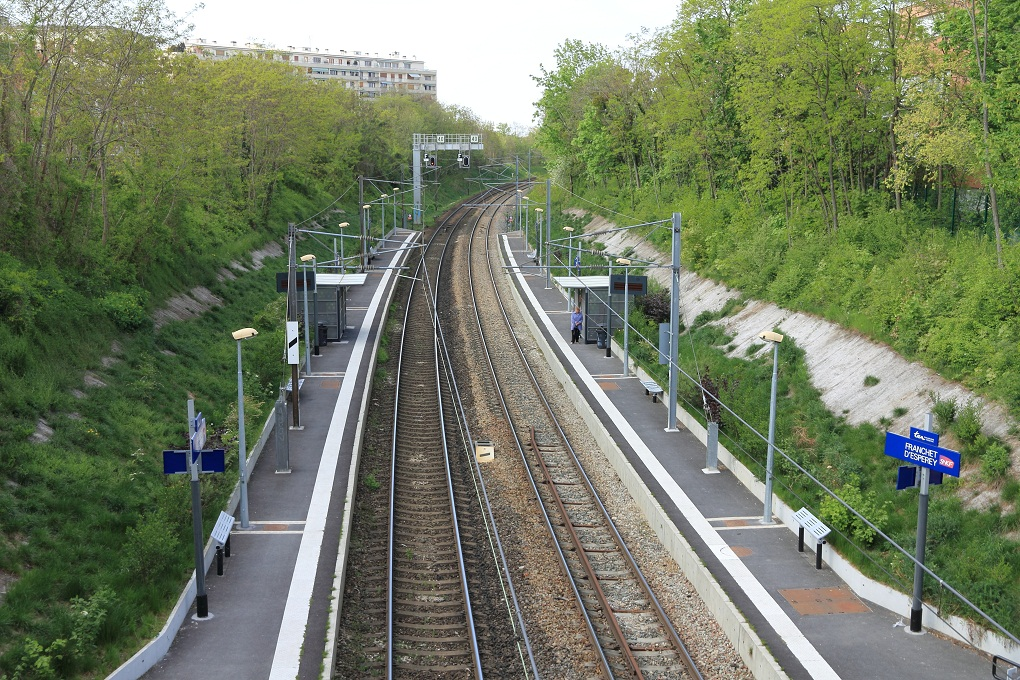
Der 2009 in Betrieb genommene Halt Franchet d’Esperey.

Im Deutsch-Französischen Krieg war der Tunnel auch Schauplatz von Kampfhandlungen: Die französischen Truppen verminten den Nordeingang. Die Wiederherstellung dauerte nach dem Krieg mehr als ein Jahr. Im Ersten Weltkrieg wurde die Brücke über die Marne zerstört, während ein Truppentransporter zur Front darauf unterwegs war. Auch 1942 war diese Brücke wieder Ziel der Zerstörung. Außerdem wurden im Zweiten Weltkrieg beide Tunneleingänge unpassierbar gemacht. Von den deutschen Truppen wurde im Sommer 1943 zudem eines der beiden Gleise ausgebaut. Der Tunnel diente ferner der Produktion der sogenannten Vergeltungswaffe Fieseler Fi 103. Bei gezielten Bomben-Abwürfen der Alliierte kamen im Juli 1944 12 Menschen ums Leben. Seit Juni 2009 steht nahe dem südlichen Tunnelportal in Germaine eine Stele, die an die Bomben-Schäden vom 17. und 31. Juli 1944 erinnert. Die Wiederherstellung dauerte bis ins Jahr 1947.
Mit der Elektrifizierung der Strecke Paris–Strasbourg im Rahmen der Maßnahme Est-Paris Ende der 1950er Jahre wurde auch diese Strecke mitelektrifiziert. Anschließend in den Jahren 1960/61 wurden weitere Modernisierungsmaßnahmen an der Strecke durchgeführt. Dazu gehörte die Umstellung auf BAL-Signalisation und die Erhöhung der Geschwindigkeit auf den doppelspurigen Abschnitten auf 100 bis 120 km/h. Die Streckenposten wurden im Januar 1962 aufgelöst und die Steuerung zentral von Reims aus in Betrieb genommen. Mit dieser Ertüchtigung erlangte die Bahnstrecke ihre ursprüngliche Bedeutung als wichtige Verbindung nach Reims und darüber hinaus in die Ardennen zurück. Erst mit der Eröffnung des LGV Est européenne im Jahre 2007, die südlich von Reims verläuft, verschwindet die Bedeutung wieder. Auch im Bahnhof von Reims sind Fernverkehrszüge seitdem fast vollständig verschwunden, weil der gesamte Fernverkehr über den neuen, nur fünf Kilometer entfernten TGV-Bahnhof Champagne-Ardenne abgewickelt wird. Mit Pendelzügen erreichen Reisende seitdem den alten Innenstadtbahnhof.
Auf der Strecke verkehren Personenzüge der TER Champagne-Ardenne und Güterzüge von Fret SNCF.